# Europees kampioenschap voetbal vrouwen onder 19 - 2019
Het Europees kampioenschap voetbal vrouwen onder 19 van 2019 zal de 22ste editie van het Europees kampioenschap voetbal vrouwen onder 19, dat jaarlijks wordt georganiseerd door de UEFA voor alle Europese nationale vrouwenploegen onder 19 jaar. Schotland werd op 9 december 2016 door de UEFA aangeduid als gastland . Enkel speelsters die geboren zijn op of na 1 januari 2000 zijn speelgerechtigd.
Acht landen namen deel aan het toernooi: gastland Schotland, de zes poulewinnaars van een eliteronde in de lente van 2019 en de beste tweede van die zes poules. Elke wedstrijd duurt 90 minuten, verdeeld over twee helften van 45 minuten, met een pauze van 15 minuten.
De vier halvefinalisten plaatsen zich tevens voor het Wereldkampioenschap voetbal vrouwen onder 20 van 2020.
Spanje is de titelhouder door in 2018 Duitsland met 1-0 te verslaan.

## Kwalificaties
45 nationale ploegen strijden tijdens de kwalificaties gespreid over twee ronden voor de resterende zeven plaatsen op het toernooi.

### Gekwalificeerde landen
| # | Land      | Gekwalificeerd als          | Beste prestatie                           |
| - | --------- | --------------------------- | ----------------------------------------- |
| 1 | Schotland | Gastland                    | Groepsfase (2005, 2008, 2010, 2014, 2017) |
| 2 | Duitsland | Winnaar kwalificatiegroep 1 | Winnaar (2002, 2006, 2007, 2011)          |
| 3 | België    | Winnaar kwalificatiegroep 2 | Groepsfase (2006, 2014)                   |
| 4 | Nederland | Winnaar kwalificatiegroep 3 | Winnaar (2014)                            |
| 5 | Spanje    | Winnaar kwalificatiegroep 4 | Winnaar (2004, 2017, 2018)                |
| 6 | Noorwegen | Winnaar kwalificatiegroep 5 | Verliezend finalist (2003, 2008, 2011)    |
| 7 | Engeland  | Winnaar kwalificatiegroep 6 | Winnaar (2009)                            |
| 8 | Frankrijk | Winnaar kwalificatiegroep 7 | Winnaar (2003, 2010, 2013, 2016)          |

## Groepsfase

### Groep A
| Pos | Team          | Wed | W | G | V | Ptn | DV | DT | +/− | Kwalificatie                                                         |
| --- | ------------- | --- | - | - | - | --- | -- | -- | --- | -------------------------------------------------------------------- |
| 1   | Frankrijk     | 3   | 2 | 1 | 0 | 7   | 8  | 5  | +3  | Halve finales en Wereldkampioenschap voetbal vrouwen onder 20 - 2020 |
| 2   | Nederland     | 3   | 2 | 0 | 1 | 6   | 10 | 3  | +7  | Halve finales en Wereldkampioenschap voetbal vrouwen onder 20 - 2020 |
| 3   | Noorwegen     | 3   | 1 | 1 | 1 | 4   | 7  | 8  | −1  |                                                                      |
| 4   | Schotland (G) | 3   | 0 | 0 | 3 | 0   | 1  | 10 | −9  |                                                                      |

### Groep B
| Pos | Team      | Wed | W | G | V | Ptn | DV | DT | +/− | Kwalificatie                                                  |
| --- | --------- | --- | - | - | - | --- | -- | -- | --- | ------------------------------------------------------------- |
| 1   | Duitsland | 3   | 2 | 1 | 0 | 7   | 7  | 1  | +6  | Halve finales en Wereldkampioenschap voetbal vrouwen onder 20 |
| 2   | Spanje    | 3   | 2 | 1 | 0 | 7   | 3  | 0  | +3  | Halve finales en Wereldkampioenschap voetbal vrouwen onder 20 |
| 3   | Engeland  | 3   | 1 | 0 | 2 | 3   | 2  | 3  | −1  |                                                               |
| 4   | België    | 3   | 0 | 0 | 3 | 0   | 0  | 8  | −8  |                                                               |

## Eindronde

### Halve finale
|                            |                              |           |                   |                                                                |
| 25 juli 2019 19:30 (UTC+0) | Frankrijk                    | 3 - 1     | Spanje            | St. Mirren Park, Paisley Scheidsrechter: Ewa Augustyn ( Polen) |
| 25 juli 2019 19:30 (UTC+0) | Malard 104' Becho 110', 114' | (verslag) | Del Castillo 120' | St. Mirren Park, Paisley Scheidsrechter: Ewa Augustyn ( Polen) |

|                            |                                            |           |              |                                                                                    |
| 25 juli 2019 16:00 (UTC+0) | Duitsland                                  | 3 - 1     | Nederland    | Firhill Stadium, Glasgow Toeschouwers: 301 Scheidsrechter: Maria Marotta ( Italië) |
| 25 juli 2019 16:00 (UTC+0) | Kössler 19' Müller 81' (pen.) Martinez 89' | (verslag) | Baijings 61' | Firhill Stadium, Glasgow Toeschouwers: 301 Scheidsrechter: Maria Marotta ( Italië) |

### Finale
|                    |                          |       |           |                                                                                                  |
| 28 juli 2019 16:00 | Frankrijk                | 2 - 1 | Duitsland | St. Mirren Park, Paisley Toeschouwers: 1.135 Scheidsrechter: Ivana Projkovska ( Noord-Macedonië) |
| 28 juli 2019 16:00 | Baltimore 13' Lakrar 73' |       | Anyomi 6' | St. Mirren Park, Paisley Toeschouwers: 1.135 Scheidsrechter: Ivana Projkovska ( Noord-Macedonië) |